# Лутц (Флорида)
Лутц (англ. Lutz) — статистически обособленная местность, расположенная в округе Хилсборо (штат Флорида, США) с населением в 17 081 человек по статистическим данным переписи 2000 года.

## География
По данным Бюро переписи населения США статистически обособленная местность Лутц имеет общую площадь в 61,12 квадратного километра, из которых 55,68 кв. километра занимает земля и 5,44 кв. километра — вода. Площадь водных ресурсов округа составляет 8,9 % от всей его площади.
Статистически обособленная местность Лутц расположена на высоте 21 м над уровнем моря.

## Демография
| Год переписи | Нас.  |  | %±    |
| ------------ | ----- |  | ----- |
| 1980         | 5555  |  | —     |
| 1990         | 10552 |  | 90%   |
| 2000         | 17081 |  | 61,9% |

По данным переписи населения 2000 года в Лутцe проживало 17 081 человек, 4767 семей, насчитывалось 6314 домашних хозяйств и 6596 жилых домов. Средняя плотность населения составляла около 279,47 человека на один квадратный километр. Расовый состав населённого пункта распределился следующим образом: 92,47 % белых, 3,00 % — чёрных или афроамериканцев, 0,30 % — коренных американцев, 1,43 % — азиатов, 0,01 % — выходцев с тихоокеанских островов, 1,52 % — представителей смешанных рас, 1,27 % — других народностей. Испаноговорящие составили 7,86 % от всех жителей статистически обособленной местности.
Из 6314 домашних хозяйств в 36,2 % воспитывали детей в возрасте до 18 лет, 64,1 % представляли собой совместно проживающие супружеские пары, в 7,9 % семей женщины проживали без мужей, 24,5 % не имели семей. 17,7 % от общего числа семей на момент переписи жили самостоятельно, при этом 4,8 % составили одинокие пожилые люди в возрасте 65 лет и старше. Средний размер домашнего хозяйства составил 2,68 человека, а средний размер семьи — 3,06 человека.
Население статистически обособленной местности по возрастному диапазону по данным переписи 2000 года распределилось следующим образом: 25,8 % — жители младше 18 лет, 7,1 % — между 18 и 24 годами, 31,0 % — от 25 до 44 лет, 26,8 % — от 45 до 64 лет и 9,2 % — в возрасте 65 лет и старше. Средний возраст жителей составил 38 лет. На каждые 100 женщин в Лутцe приходилось 99,2 мужчины, при этом на каждые сто женщин 18 лет и старше приходилось 97,0 мужчины также старше 18 лет.
Средний доход на одно домашнее хозяйство статистически обособленной местности составил 60 278 долларов США, а средний доход на одну семью — 68 413 долларов. При этом мужчины имели средний доход в 49 320 долларов США в год против 33 004 доллара среднегодового дохода у женщин. Доход на душу населения статистически обособленной местности составил 60 278 долларов в год. 3,9 % от всего числа семей в населённом пункте и 6,0 % от всей численности населения находилось на момент переписи населения за чертой бедности, при этом 5,9 % из них были моложе 18 лет и 6,6 % — в возрасте 65 лет и старше.